# Perning (Jatikalen)
Perning is een bestuurslaag in het regentschap Nganjuk van de provincie Oost-Java, Indonesië. Perning telt 2315 inwoners (volkstelling 2010).